# 比姆博·科尔斯
韦尔内尔·尤法耶·科尔斯（英語：Vernell Eufaye Coles，1968年4月22日—），美国NBA联盟前职业篮球运动员。他在1990年的NBA选秀中第2轮第40顺位被萨克拉门托国王选中。